# Manuel Curto
Manuel José da Luz Correia Curto (ur. 8 lipca 1986 w Torres Vedras) – portugalski piłkarz występujący na pozycji pomocnika lub defensywnego pomocnika w Lierse SK. W trakcie swojej kariery reprezentował także barwy m.in. rezerw Benfiki, Estoril-Praia, Naval 1º Maio, União Leiria, FK Taraz i Zagłębia Lubin. Ma za sobą grę w młodzieżowych reprezentacjach Portugalii. W 2003 roku wraz z kadrą do lat 17 zdobył młodzieżowe Mistrzostwo Europy. W tym samym roku został także królem strzelców a ponadto został królem strzelców młodzieżowych Mistrzostw Świata.

## Sukcesy

### Reprezentacyjne
- Mistrzostwo Europy do lat 17: 2003

### Indywidualne
- Król strzelców Mistrzostw Świata do lat 17: 2003